# Pentaschistis veneta
Pentaschistis veneta là một loài thực vật có hoa trong họ Hòa thảo. Loài này được H.P.Linder mô tả khoa học đầu tiên năm 1990.